# Lennie Niehaus
Lennie Niehaus (11. června 1929, St. Louis, Missouri, USA – 28. května 2020, Redlands, Kalifornie) byl americký saxofonista a hudební skladatel.
Pocházel z hudební rodiny; otec byl houslista a sestra hrála na klavír. On sám začal hrát v sedmi letech na housle, později na fagot a ve třinácti pak přešel k saxofonu a klarinetu. Později studoval hudbu na kalifornské státní universitě v Los Angeles a svou kariéru zahájil hraním v klubech v okolí tohoto města. Roku 1952 se stal členem orchestru Stana Kentona, ale brzy poté odešel do armády. Po návratu se opět stal členem jeho orchestru a zůstal zde pět let. Počátkem šedesátých let začal pracoval jako orchestrátor se skladatelem filmové hudby Jerrym Fieldingem a později začal sám skládat filmovou hudbu. Je například autorem hudby k filmům Nesmiřitelní (1992) nebo Půlnoc v zahradě dobra a zla (1997).